# Аліпій (Погребняк)
Архієпископ Аліпій (офіційне ім'я Василь Семенович Погребняк; 21 червня 1945, с. Маліївка, Борівський район, Харківська область — 2 листопада 2021) — архієрей УПЦ МП, архієпископ Краснолиманський, вікарій Горлівської єпархії, схимонах.

## Життєпис

### В радянські часи
Народився 21 червня 1945 на Харківщині у селянській родині, яка пережила Голодомор 1932—1933 років, а невдовзі репресії голодом почалися і 1946 року. Підлітком Василь працював пастухом у колгоспі, згодом — листоноша. Але ще зі школи учащав до церкви, був знайомий із свт. Іоанном (Стрельцовим), якому скаржився на переслідування комуністичної влади за віру.
Після служби в збройних загонах СРСР навчався у Московській духовній семінарії (1966—1970). 1968 року пострижений у ченці в Троїце-Сергієвій лаврі в Російській Федерації. Згодом закінчив і Московську духовну академію.
В 1977 році повертається в Україну, де служить настоятелем храмів на півдні Слобожанщини. Зокрема, священик храму святих апостолів Петра і Павла у місті Лиман, а потім у селі Хрестище Донецької області.
В 1985 році знову переводиться до Воронежу, де служить священиком у кафедральному храмі. На той час правлячим архієреєм був українець, митрополит Мефодій (Нємцов). Після конфлікту між майже земляками архімандритом Аліпієм та митрополитом Мефодієм перебуває за штатом в Україні. А перед проголошенням державної самостійності України, знову призначається настоятелем храму св. Петра і Павла у місті Лиман. 6 жовтня 1991 року в Свято-Миколаївському соборі м. Донецька хіротонісаній у єпископа Донецького і Слов'янського УПЦ МП. Чин хиротонії звершив митрополит Філарет (Денисенко) із іншими єпископами. Підпис єпископа Аліпія стоїть на рішенні про передання Успенського собору Святогірському монастирю, який був розорений радянською владою.

### Ставлення до автокефалії УПЦ МП
Погребняку був одним із трьох архієреїв, які першими відкликали свої підписи під проханням до Патріарха Олексія про надання автокефалії ПЦУ. Крім Аліпія, 22 січня 1992 виявили непослух предстоятелю УПЦ МП єпископ Чернівецький Онуфрій Березовський та Тернопільський Сергій Генсицький. Усі вони були відсторонені від управління єпархіями. Зокрема, Аліпій призначений єп. Переяслав-Хмельницьким вікарієм Київської митрополії. Відмовившись виконувати указ предстоятеля УПЦ МП, пославшись на хворобу, перебував удома в Красному Лимані. Надавав моральну підтримку священикам Донецька, які відмовились визнати владу новопризначеного митрополита Донецького і Слов'янського Леонтія Гудимова, та засуджував священиків Горлівки, які надали притулок митрополиту.
Однак,  не заперечував проти поминання на службах в Петропавлівському храмі Красного Лиману як керівного архієрея Леонтія. Другим священиком в цьому храмі був ієромонах Арсеній Яковенко, майбутній митрополит Святогірський. Ситуація самого Аліпія була нестабільною, оскільки за три місяці до цього йому вручив єпископський жезл митрополит Філарет.
Відтак Аліпій (Погребняк) став учасником нічного Харківського собору, на якому більшість архієреїв створили нову структуру — УПЦ МП під управлінням митрополита Володимира (Сабодана).
Вже 8 грудня 1992 рішенням Синоду новоствореної УПЦ (МП) Аліпій відправлений на спокій.

### У складі УПЦ (МП)
29 липня 1994 призначений єпископом Горлівським та Слов'янським, з 3 травня по 12 вересня тимчасово керував Донецькою єпархією. Але хвороби не відступали і 11 червня 1997 він остаточно вийшов за штат через хворобу. Таємно прийняв велику схиму та проживає у власному будинку в м. Красний Лиман. Тривалий час приховував свій великочорнечий стан використовуючи малий аналав (червоного кольору із вишивкою грецькою мовою) тільки в колі близьких людей, пояснюючи, що це нібито афонська єпитрахиль. Однак правлячим архієреєм Іларіоном (Шукало) було інформацію оприлюднено та розтиражовано, адже за православними канонами єпископ, що прийняв велику схиму позбавляється єпископської влади. Тож схиєпископ Аліпій не мав канонічного права, в разі публічності його схими, претендувати на повернення до повноцінної участі в церковному управлінні, а Горлівська єпархія залишалася вакантною під тимчасовим управлянням того ж Іларіона (Шукало).
Не зважаючи на ставший публічним стан схимонаха, бере участь, як у публічних заходах (зокрема 2006 року зустрічався із контроверсійним політиком Віктором Януковичем на святкуванні 15-річчя Донецької єпархії), так і великій церковній політиці (у складі делегації УПЦ (МП) 2009 року був на прийомі у Патріарха Єрусалимського Феофіла III), що суперечить змісту великої схими, яка передбачає повне відречення від усього земного. Звершує літургії та відправи архієрейським чином не зважаючи на канони, які це забороняють. Назву сана використовував, як єпископ, а не як схієпископ. Однак в усіх ЗМІ Донецької та Горлівської єпархій, які підконтрольні митрополиту Іларіону (Шукало) зазначався саме, як схієпископ.
Про схієпископа не забував московський патріарх Кирил, який привітав владику з 65-річчям.
16 вересня 2014 року Синодом Української Православної Церкви, не зважаючи на невідповідність такого рішення церковним канонам, повернуто в штат УПЦ та призначено єпископом Краснолиманським, вікарієм Горлівської єпархії. Правлячим архієреєм Горлівської єпархії є колишній іподиякон Аліпія — архієпископ Митрофан (Нікітін). Митрополит Онуфрій (Березовський), призначаючи на вікарну посаду свого друга (з яким на початку 1990-х років активно протидіяли намаганням тодішнього митрополита Філарета (Денисенка) отримати автокефалію від РПЦ) очільник УПЦ (МП) кількісно підсилив позиції прихильників єдності УПЦ (МП) із РПЦ та послабив позиції свого давнього опонента митрополита Іларіона (Шукало) в Донецькій області (якому в 1992 році відмовився передати Чернівецьку єпархію).
4 жовтня 2014 року, тобто на 19 день після семирічного перебування за штатом, піднесено в сан архієпископа.
З середини 90-х років мав дружні відносини із колишнім прокурором м. Краматорська Донецької області, генеральним прокурором України Віктором Пшонкою, вважався духовним батьком родини прокурора.
Помер 2 листопада 2021 року.

## Погляди
Прихильник відновлення російської монархії на пострадянському просторі. Русофіл. Українську державність сприймав як тимчасове явище.